# Даджен, Нил
Нил Даджен (англ. Neil Dudgeon; род. 2 января 1961, Донкастер) — британский актёр.

## Биография
Нил Даджен родился 2 января 1961 года в Донкастере, Англия. Он проявлял актёрские качества ещё в школьных спектаклях, поэтому пошёл изучать драматическое искусство в университете Бристоля (1979-1982). Его дебютной актёрской работой стал фильм Навострите ваши уши, в котором он сыграл полицейского. Он также появился в романтической комедии «Бриджит Джонс: Грани разумного», в которой сыграл таксиста.
Нил снялся в многосерийных сериалах «Катастрофа» и London's Burning. В 1994 году он появился в роли детектива Спенса в сериале Our Boy, в одной серии сериала «Детектив Джек Фрост», в роли детектива Костелло и т.д.
В 2010 году Даджен появляется в эпизоде "Меч Гийома" криминальной драмы на ITV Чисто английские убийства. В этом эпизоде Нил был показан в роли двоюродного брата старшего инспектора Тома Барнаби, которого сыграл Джон Неттлз. После последнего эпизода с участием Джона Неттлза, который вышел на экраны в 2011 году,  Даджен квалифицирован как старший оперуполномоченный, таким образом он становится  главным героем в сериале. Интересно, что он уже появлялся в сериале (4й сезон, 1-я серия "Сад смерти"), играя совсем другого персонажа - садовника Дэниэла Болта .

## Личная жизнь
Даджен женат на Мэри Пит, которая является продюсером  BBC Radio. У них двое детей.

## Фильмография
- Чисто английское убийство (The Bill)(сериал, 1984 – 2010)
- Второй экран (сериал, 1985 – 2002)
- Лавджой/Lovejoy (сериал, 1986 – 1994)
- Сценарий (сериал, 1986 – 1993)
- Катастрофа (сериал, 1986 – ...)
- Инспектор Морс (сериал, 1987 – 2000)
- Навострите ваши уши (1987)
- Лондон горит (сериал, 1988 – 2002)
- Пара пустяков (мини-сериал, 1988)
- Красный король, белый конь (ТВ, 1989)
- Глупцы судьбы (1990)
- Револьвер (ТВ, 1992)
- Between the Lines (сериал, 1992 – 1994)
- Nice Town (мини-сериал, 1992)
- Детектив Джек Фрост (сериал, 1992 – 2010)
- Орел Шарпа (ТВ, 1993)
- Resnick: Rough Treatment (ТВ, 1993)
- Фатерлянд (ТВ, 1994)
- Девочки любят иначе (1996)
- Безмолвный свидетель (сериал, 1996 – ...)
- Чисто английские убийства (телесериал) (1997 -...)
- Breakout (ТВ, 1997)
- Our Boy (ТВ, 1997)
- История Тома Джонса, найденыша (мини-сериал, 1997)
- The Gift (ТВ, 1998)
- Кентерберийские рассказы (мини-сериал, 1998 – 2000)
- Миссис Брэдли (сериал, 1998 – 2000)
- Четыре отца (сериал, 1999)
- Грязные трюки (ТВ, 2000)
- Захватывающий (2000)
- Это был несчастный случай (2000)
- Убийство в сознании (сериал, 2001 – 2003)
- Мессия (мини-сериал, 2001)
- Messiah 2: Vengeance Is Mine (мини-сериал, 2002)
- Роуз и Малони (сериал, 2002 – 2005)
- The Planman (ТВ, 2003)
- Подъём (сериал, 2003 – ...)
- The Return (ТВ, 2003)
- Мессия: Обещание (мини-сериал, 2004)
- Бриджит Джонс: Грани разумного (2004)
- Шерлок Холмс и дело о шелковом чулке (ТВ, 2004)
- Messiah: The Harrowing (мини-сериал, 2005)
- The Lavender List (ТВ, 2006)
- Улица (сериал, 2006 – ...)
- After 8 (2006)
- Сын Рэмбо (2007)
- Питер Кингдом вас не бросит (сериал, 2007 – 2009)
- Черешни (2007)
- Спускаясь с горы (ТВ, 2007)
- Выжившие (сериал, 2008 – 2010)
- Жизнь Райли (сериал, 2009 – 2011)
- Арбор (2010)
- Рождество (мини-сериал, 2010)
- Юнайтед. Мюнхенская трагедия (2011)
- Плейхаус (сериал, 2012 – ...)
- Преступные связи (сериал, 2012)